# Johann Werlhof

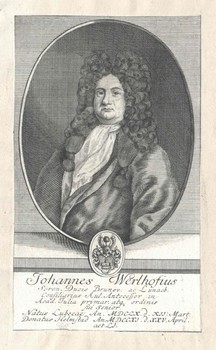
Johann Werlhof

Johann Werlhof (* 12. März 1660 in Lübeck; † 24. April 1711 in Helmstedt) war ein deutscher Rechtswissenschaftler.

## Leben
Der Sohn des in der Geschichte und Literatur sehr erfahrenen und in Lübeck mehrere Ehrenämter bekleidenden Johann Werlhof († 1667) und dessen Frau Dorothea Elisabeth, die Tochter des Helmstedter Professors und holsteinischen Leibarztes Johann Heinrich Meibom und dessen Frau Elisabeth Oberberg, hatte seine erste Bildung in seiner Heimatstadt erhalten. 1675 kam er zu seinem Onkel Heinrich Meibom, wo er im Alter von fünfzehn Jahren ein Studium an der Universität Helmstedt begann. Zu seinen akademischen Lehrern zählte dort Hermann Conring. 1691 bereiste er mehrere deutsche Universitäten und blieb eine Weile an der Universität Straßburg, wobei ihn besonders Georg Obrecht unterrichtete.
1682 zog er an die Universität Basel, wo er seine juristischen Studien fortsetzte, war dann in Genf, bei Jakob Spon (1647–1685) in Lyon und bereiste dann französische und spanische Küstenorte. Im Februar 1683 war in Paris angelangt, ging an die Universität Orléans, wo er das Lizentiat der Rechte erhielt und kam über Holland reisend zu Hause wieder an. 1686 nahm er einen Ruf an die Universität Helmstedt als Professor für Politik wahr, wurde 1696 zum Doktor der Rechtswissenschaften ernannt und ordentlicher Professor der Institutionen und des Strafrechts an der juristischen Fakultät.
Zugleich war er Hofrat des Herzogs Anton Ulrich von Braunschweig-Wolfenbüttel geworden und übernahm auch als Rektor, sowie als Prokanzler der Universität organisatorische Aufgaben an der Helmstedter Alma Mater. Werlhof der eine auserlesene Fachbibliothek besaß, galt bei seinen Zeitgenossen als gründlich gebildeter Jurist. Ihm wird eine sehr sorgfältige Behandlung der übertragenen Rechtsgutachten (Responsa) nachgerühmt. Die von ihm hinterlassenen Gedichte zeugen von ungewöhnlicher dichterischer Begabung.
Werlhofs wissenschaftliche Werke befassten sich unter anderem mit Fragen des Völkerrechts. Er baute dabei auf Forschungen von seinem Lehrstuhlvorgänger Conring und von Hugo Grotius auf.

## Familie
Aus seiner am 13. November 1690 geschlossenen Ehe mit Maria Dorothea, der Tochter des Professors für Mathematik und Inspektors des Herzogtums Wolfenbüttel und Propstes des Klosters Mariental Paul Heigel, stammen drei Söhne und zwei Töchter. Bekannt von den Kindern ist:
- Tochter NN. († jung)
- Katharina Dorothea Elisabeth Werlhof
- Johann Heinrich Werlhof (* 1692 in Helmstedt; † 31. Oktober 1717 ebenda) studierte ab 1711 Jura[1]
- Hermann Ludwig Werlhof
- Paul Gottlieb Werlhof

## Weblink
- Druckschriften von und über Johann Werlhof im VD 17.